# Verjon

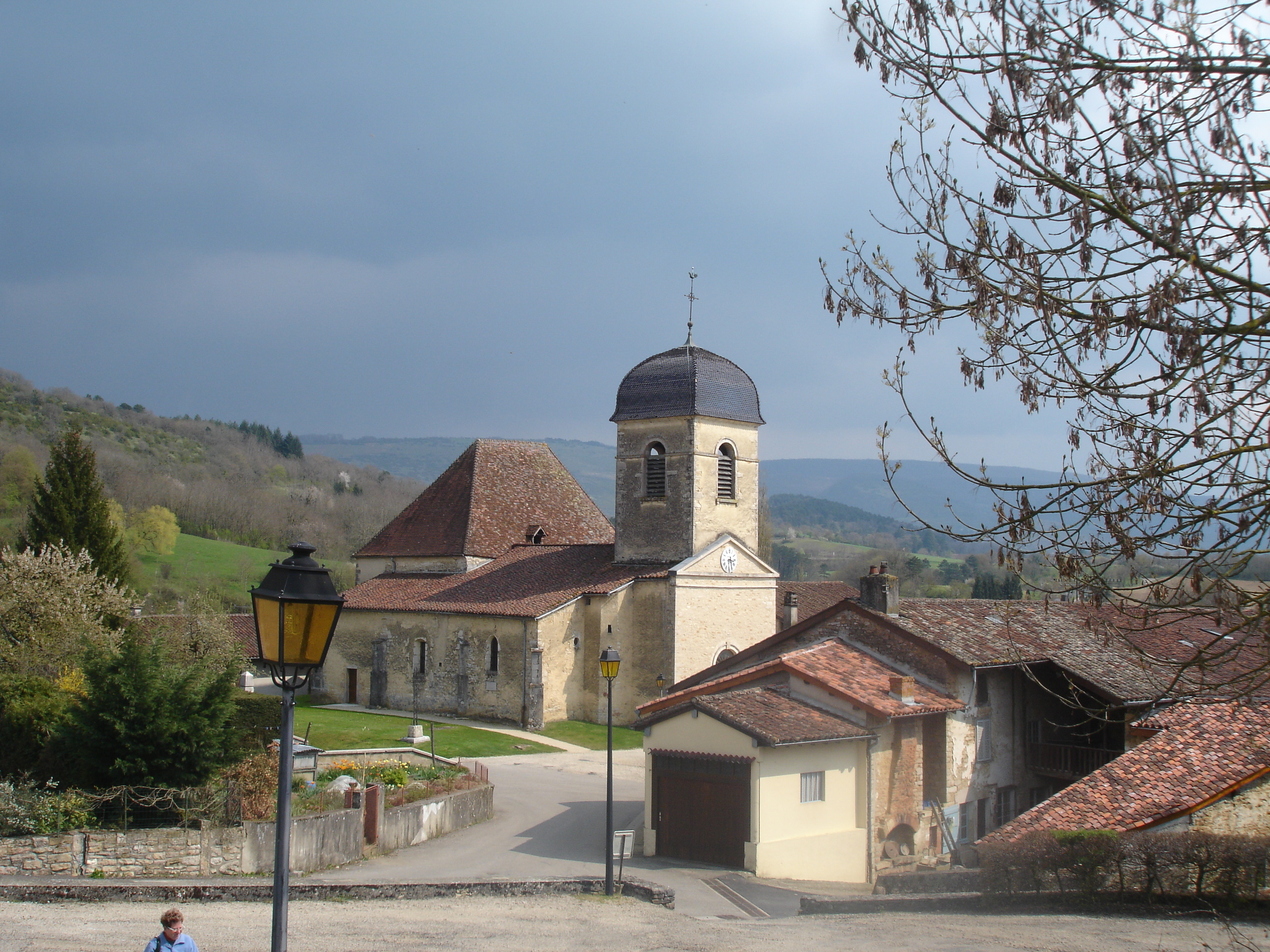
Samhället Verjon

Verjon är en kommun i departementet Ain i regionen Auvergne-Rhône-Alpes i östra Frankrike. Kommunen ligger  i kantonen Coligny som ligger i arrondissementet Bourg-en-Bresse. Kommunens areal är 5,11 km². År 2022 hade Verjon 343 invånare.

## Befolkningsutveckling
Antalet invånare i kommunen Verjon
Referens: INSEE